# Secteur tertiaire
 (janvier 2017).
Si vous disposez d'ouvrages ou d'articles de référence ou si vous connaissez des sites web de qualité traitant du thème abordé ici, merci de compléter l'article en donnant les références utiles à sa vérifiabilité et en les liant à la section « Notes et références ».
Pour les articles homonymes, voir Tertiaire.
Le secteur tertiaire produit des services, il fait partie du domaine de l'économie. C'est le troisième secteur défini dans la loi des trois secteurs. Il est parmi les trois secteurs économiques définis dans la comptabilité nationale et est de fait défini par complémentarité avec les activités agricoles et industrielles (secteurs primaire et secondaire respectivement).
Le secteur tertiaire est composé du :
- tertiaire principalement marchand (commerce, transports, activités financières, services rendus aux entreprises, services rendus aux particuliers, hébergement-restauration, immobilier, information-communication) ;
- tertiaire principalement non marchand (administration publique, enseignement, santé humaine, action sociale).

Dans les pays développés, c’est de loin le secteur le plus important en nombre d'actifs occupés. En 2012, le secteur tertiaire représentait près de 60 % de l'économie mondiale.
La « tertiarisation » de l’économie pose des problèmes statistiques, conceptuels et méthodologiques : les notions de volume, de qualité et de productivité du travail sont probablement à revoir dans le « tertiaire moderne ». L'objet des études futures sera aussi d'examiner si les trois critères d'homogénéité (une part croissante de l'emploi, une relative insensibilité aux crises économiques, et surtout un progrès technique faible), sont aujourd'hui respectés dans un ensemble qui comprend 79 %[réf. nécessaire] de la population active française.

## Difficulté de définition

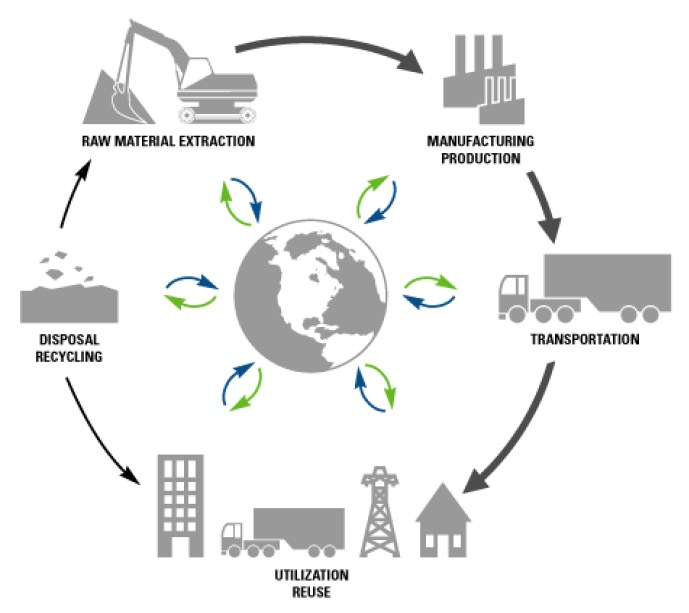
Cycle de vie du produit.

Le secteur tertiaire de l'économie, généralement appelé secteur des services, est le troisième des trois secteurs économiques de la théorie des trois secteurs. Les autres sont le secteur secondaire (à peu près identique à celui de la fabrication) et le secteur primaire (matières premières).
Le secteur des services consiste en la production de services au lieu de produits finis (en) . Les services (également appelés «biens immatériels») comprennent les soins, les conseils, l'accès, l'expérience et le travail affectif. La production d'informations a longtemps été considérée comme un service, mais certains économistes l'attribuent désormais à un quatrième secteur, le secteur quaternaire .
Le secteur tertiaire de l'industrie implique la fourniture de services à d'autres entreprises ainsi qu'aux consommateurs finaux. Les services peuvent impliquer le transport, la distribution (en) et la vente de marchandises du producteur au consommateur, comme cela peut se produire dans la vente en gros et au détail, la lutte contre les ravageurs ou le divertissement. Les produits peuvent être transformés au cours du processus de fourniture du service, comme cela se produit dans l'industrie de la restauration. Cependant, l'accent est mis sur les gens en interagissant avec les gens et servant le client plutôt que des transformations les biens physiques.
Il est parfois difficile de définir si une entreprise donnée fait partie intégrante du secteur secondaire ou tertiaire. Et ce ne sont pas seulement les entreprises qui ont été classées comme faisant partie de ce secteur dans certains régimes; le gouvernement et ses services tels que la police ou l'armée, et les organisations à but non lucratif telles que les organismes de bienfaisance et les associations de recherche peuvent également être considérés comme faisant partie de ce secteur.
Afin de classer une entreprise en tant que service, on peut utiliser des systèmes de classification tels que la norme de classification industrielle standard internationale des Nations unies, le système de codes de la classification industrielle standard (SIC) des États-Unis et son nouveau système de remplacement, le système de classification des industries de l'Amérique du Nord. (SCIAN), la nomenclature statistique des activités économiques dans la Communauté européenne (NACE) dans l'UE et des systèmes similaires ailleurs. Ces systèmes de classification gouvernementaux ont un premier niveau de hiérarchie qui indique si les biens économiques sont tangibles ou intangibles.
Aux fins de la finance et des études de marché, des systèmes de classification basés sur le marché tels que le Global Industry Classification Standard et l'Industry Classification Benchmark (en) sont utilisés pour classer les entreprises qui participent au secteur des services. Contrairement aux systèmes de classification gouvernementaux, le premier niveau des systèmes de classification basés sur le marché divise l'économie en marchés ou industries fonctionnellement liés. Le deuxième ou le troisième niveau de ces hiérarchies indique alors si des biens ou des services sont produits.

## Aperçu historique
Les groupes sociaux non productifs les plus anciens sont les propriétaires fonciers, marchands, militaires et le clergés, etc. Ils établissent leur assise sur le foncier, moyen fondamental de production, sur la régulation, le contrôle et la commercialisation de ses produits, les derniers sur le spirituel, « l'établissement d'une relation au cosmos à travers les religionse »:

« Les activités de services sont nées à partir du moment où les activités de survie de l'espèce humaine ont été assurées de façon suffisante pour permettre de dégager un surplus, même temporaire, susceptible d'être attribué à d'autres fonctions et, conjointement, à d'autres individus ou groupes humains, qui ont ainsi acquis la possibilité de s'abstraire, partiellement ou en totalité, des contraintes de la production. En fait, il y a une liaison directe entre le développement d'activités non directement productives et l'organisation d'une société permettant l'appropriation de ces activités par certaines classes sociales. »

L'assise du pouvoir de ces classes sociales est toujours justifiée par le « service rendu », et par l'extraction d'une fonction confiée à un corps de « spécialistes », détenteurs d'une compétence qui est de fait déniée aux autres groupes sociaux. Les activités non directement productives se font dans une hiérarchisation croissante.

## Théorie de la progression

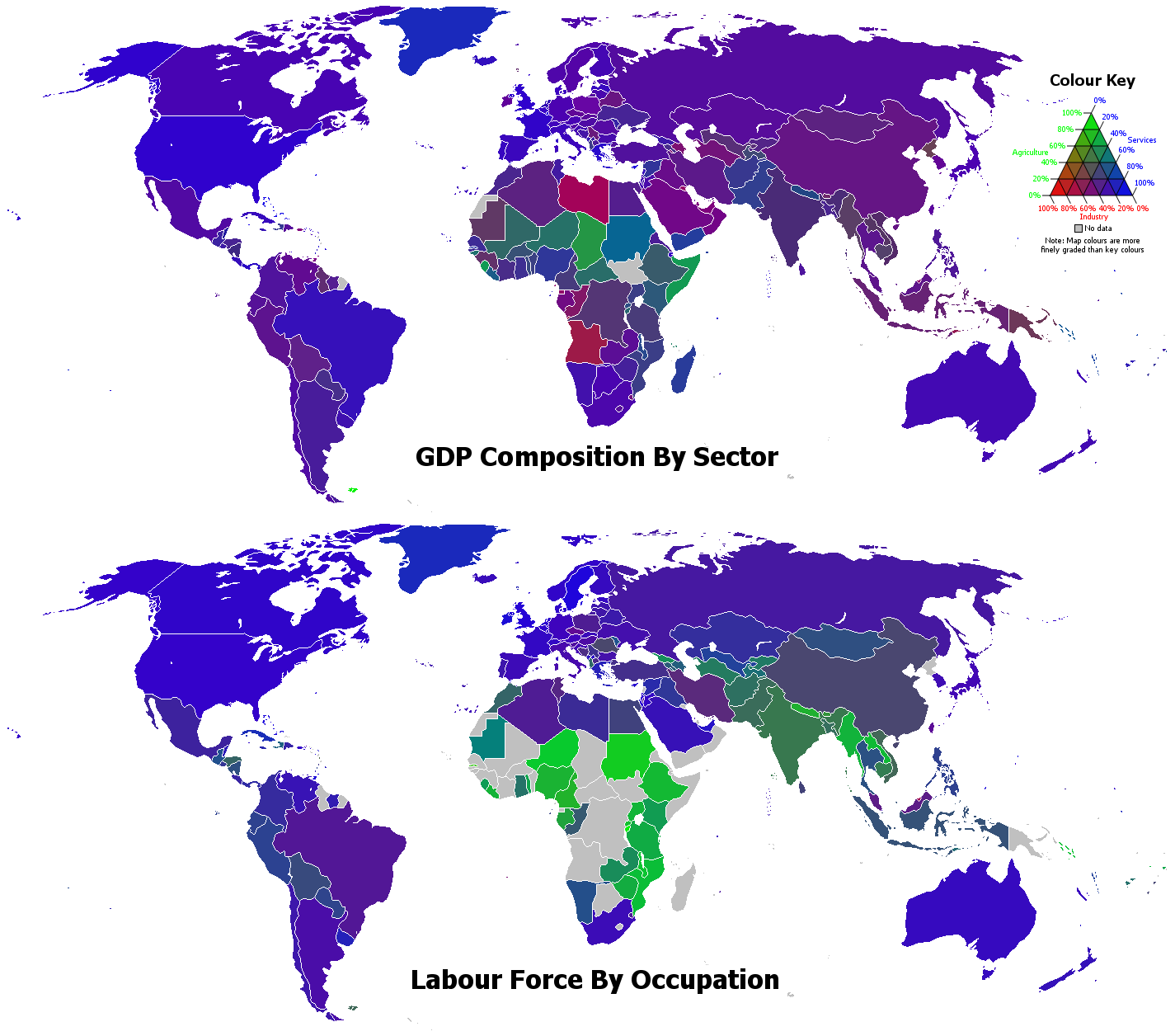
Composition du produit intérieur brut (PIB) par secteur et population active par profession, produite à partir des données du CIA World Factbook 2006. Les composantes verte, rouge et bleue des couleurs des pays représentent respectivement les pourcentages des secteurs de l'agriculture, de l'industrie et des services, comme résumé sur la touche de couleur - par exemple,rgb (102,51,201), représente 20% d'agriculture, 40% d'industrie et 40% de services.
Notoirement, le secteur des services constitue une grande partie de l'économie australienne, représentant plus de 70% du PIB australien et employant quatre Australiens sur cinq.

Au cours des 100 dernières années, il y a eu un glissement substantiel des secteurs primaire et secondaire vers le secteur tertiaire dans les pays industrialisés. Ce changement s'appelle la tertiarisation. Le secteur tertiaire est désormais le plus grand secteur de l'économie du monde occidental, et c'est aussi le secteur qui connaît la croissance la plus rapide. En examinant la croissance du secteur des services au début des années 1990, le mondialiste Ken'ichi Ohmae a noté le secteur tertiaire représenterait « 70 % de la force de travail aux États-Unis, 60 % au Japon et 50 % à Taïwan »:

« In the United States 70 percent of the workforce works in the service sector; in Japan, 60 percent, and in Taiwan, 50 percent. These are not necessarily busboys and live-in maids. Many of them are in the professional category. They are earning as much as manufacturing workers, and often more. »

Les économies ont tendance à suivre une progression de développement qui les fait passer d'une forte dépendance à l'agriculture et à l'exploitation minière au développement de l'industrie manufacturière (par exemple, automobiles, textiles, construction navale, acier) et finalement à une structure davantage axée sur les services. La première économie à suivre cette voie dans le monde moderne a été le Royaume-Uni. La vitesse à laquelle d'autres économies ont fait la transition vers des économies de services (ou « post-industrielles ») a augmenté avec le temps.
Historiquement, le secteur manufacturier avait tendance à être plus ouvert au commerce international et à la concurrence que les services. Cependant, avec une réduction spectaculaire des coûts et des améliorations de la vitesse et de la fiabilité dans le transport des personnes et la communication de l'information, le secteur des services comprend désormais une partie de la concurrence internationale la plus intense, malgré un protectionnisme résiduel.

## Liste des pays par production tertiaire

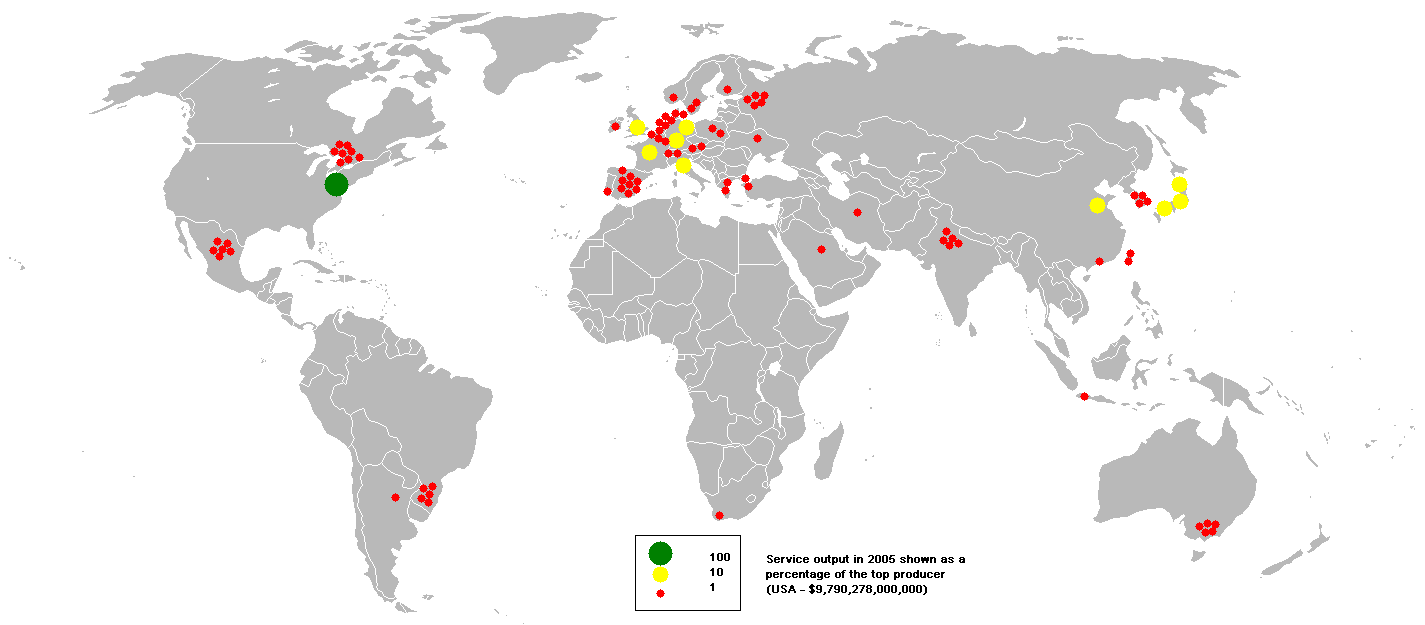
Cette carte à bulles montre la répartition mondiale de la production de services à valeur ajoutée en 2005 en pourcentage du premier producteur (États-Unis - 9790278000000 $). Cette carte est cohérente avec un ensemble incomplet de données aussi longtemps que le principal producteur est connu. Il résout les problèmes d'accessibilité rencontrés par les cartes à code couleur qui peuvent ne pas être correctement rendues sur les anciens écrans d'ordinateur. Les données ont été extraites le 31 mai 2007.

Vous trouverez ci-dessous une liste de pays par production de services aux taux de change du marché en 2016:
| (01) États-Unis                                                                                       | 14 762 |
| (02) Chine                                                                                            | 5 688  |
| (03) Japon                                                                                            | 3 511  |
| (04) Allemagne                                                                                        | 2 395  |
| (05) Royaume-Uni                                                                                      | 2 109  |
| (06) France                                                                                           | 1 941  |
| (07) Italie                                                                                           | 1 366  |
| (08) Brésil                                                                                           | 1 295  |
| (09) Canada                                                                                           | 1 081  |
| (10) Inde                                                                                             | 1 024  |
| (11) Espagne                                                                                          | 926    |
| (12) Australie                                                                                        | 859    |
| (13) Corée du Sud                                                                                     | 850    |
| (14) Russie                                                                                           | 797    |
| (15) Mexique                                                                                          | 661    |
| (16) Turquie                                                                                          | 551    |
| (17) Pays-Bas                                                                                         | 543    |
| (18) Suisse                                                                                           | 484    |
| (19) Indonésie                                                                                        | 429    |
| (20) Belgique                                                                                         | 362    |
| The twenty largest countries by tertiary output in 2016, according to the IMF and CIA World Factbook. |        |

## Problèmes pour les prestataires de services

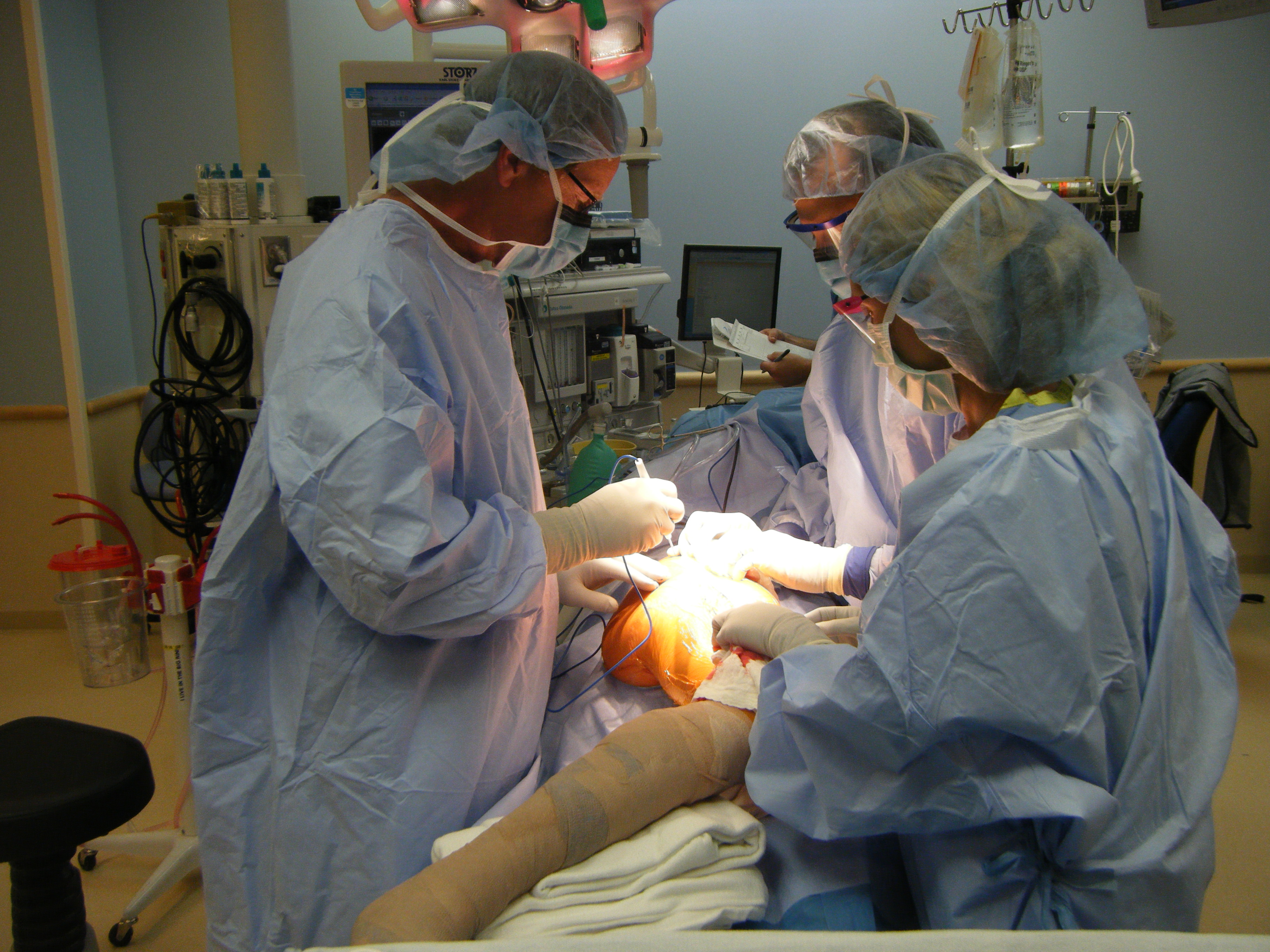
Équipe de chirurgie au travail

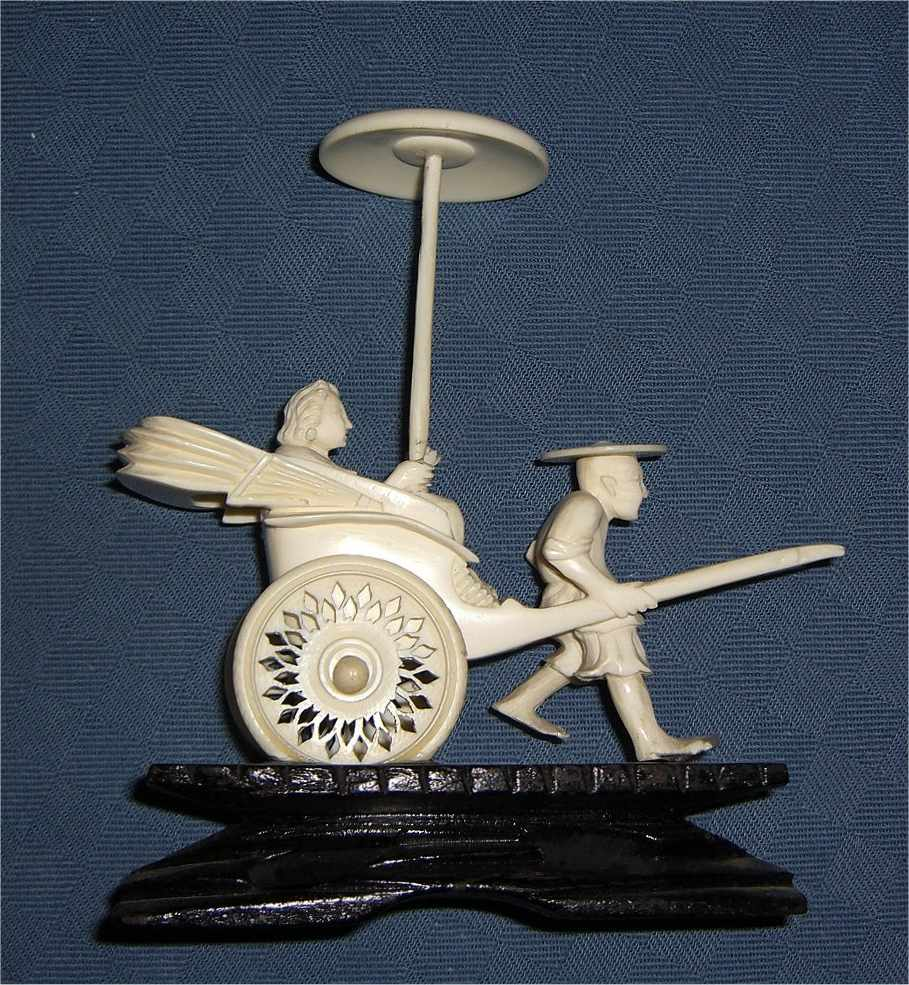
Service de transport

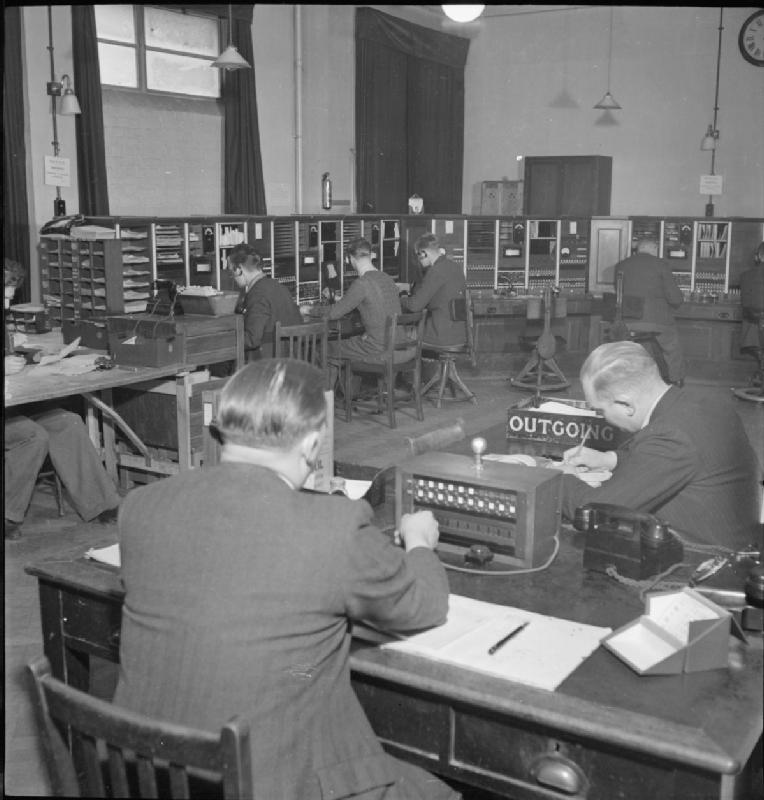
Test des lignes téléphoniques à Londres en 1945.

Les prestataires de services sont confrontés à des obstacles dans la vente de services auxquels les vendeurs de biens sont rarement confrontés. Les services sont intangibles, ce qui rend difficile pour les clients potentiels de comprendre ce qu'ils recevront et quelle valeur cela représentera pour eux. En effet, certains, comme les consultants et les prestataires de services d'investissement, n'offrent aucune garantie de la valeur pour le prix payé.
Étant donné que la qualité de la plupart des services dépend en grande partie de la qualité des personnes qui fournissent les services, les « coûts de personnel » représentent généralement une fraction élevée des coûts des services. Alors qu'un fabricant peut utiliser la technologie, la simplification et d'autres techniques pour réduire le coût des produits vendus, le fournisseur de services est souvent confronté à un schéma constant d'augmentation des coûts.
La différenciation des produits est souvent difficile. Par exemple, comment peut-on choisir un conseiller en placement plutôt qu'un autre, étant donné qu'ils sont souvent perçus comme fournissant des services identiques ? La facturation d'une prime pour les services n'est généralement une option que pour les entreprises les plus établies, qui facturent des frais supplémentaires en fonction de la reconnaissance de la marque.

## Exemples d'industries du secteur tertiaire
Des exemples d'industries tertiaires peuvent inclure:
- Télécommunication
- Hôtellerie Tourisme
- Médias de masse
- Soins de santé/hôpitaux
- Santé publique
- Pharmacie
- Technologie de l'information
- Gestion des déchets
- Consultant
- Jeu d'argent
- Commerce de détail
  - Bien de grande consommation (FMCG)
- Franchisage
- Immobilier
- Éducation
- Services financiers
  - Banque
  - Assurance
  - Investment management (en)
- Services professionnels (en)
  - Services juridiques (en)
  - Conseil en management
- Transport

## En France
Après s'être développé jusqu'en 1960 selon un rythme annuel moyen de 1 % en France, l'emploi des branches tertiaires progresse très vivement de 1960 à 1980 (2 % par an), puis encore assez fortement de 1980 à 2000 (+1,7 %). Il ralentit ensuite entre 2000 et 2011 (+0,9 %), avec une quasi-stagnation de 2008 à 2011, voire une légère baisse dans certains services traditionnels aux ménages ou les télécommunications. Ceci est le résultat de deux tendances : une accélération de la croissance de la demande intérieure tertiaire (+ 4,3 % par an en volume entre 1959 et 2012) et des gains de productivité du travail plus faibles que dans le reste de l'économie (+ 2,5 % par an dans les services marchands contre + 4,5 % dans l’industrie). Face à une demande croissante, un secteur dont la productivité progresse relativement plus lentement ne peut que se développer en termes d'emploi. Depuis le début du siècle dernier, le progrès technique a toujours été plus faible dans le tertiaire que dans les autres secteurs. Expliquer « l'explosion » récente de l'emploi tertiaire revient donc à analyser les raisons de l'accélération de la demande tertiaire
La balance commerciale des services est excédentaire en France.

### Le tertiaire marchand

#### Finance
On parle dans ce cas là, des garages de voitures ou encore des magasins de ventes qui comprend en particulier le secteur bancaire et celui de l'assurance au point d'être parfois désigné par « Secteur Banque Assurance ».

### Le tertiaire non marchand

#### Sécurité
Cette branche du secteur tertiaire comprend notamment les activités de police, de milice et d'armée assurant la sécurité des biens et des personnes.

#### Justice
Aux États-Unis, 2 % du PIB est obtenu en justice.

#### Bénévolat
Selon une étude de l’Insee parue en 2004, le bénévolat représentait aux alentours de 1 point de PIB.

### Le tertiaire supérieur
Le tertiaire « supérieur » (ou mixte) regroupe les « métiers du savoir » qui fournissent aux entreprises et aux particuliers des prestations intellectuelles complexes. Essentiels au fonctionnement de l’économie et au développement stratégique des entreprises, élément clef du rayonnement et de l’attractivité du territoire, ces métiers constituent également par eux-mêmes un secteur économique majeur, en fort développement.

### Le tertiaire et l'énergie
Le secteur tertiaire, privé et public, via ses infrastructures (bâtiments tels que bureaux, hôtels, commerces, d'enseignement et les bâtiments administratifs, réseaux internet, serveurs..) est devenu un grand consommateur d'énergie et de foncier ; 
En France, à la suite de la loi Grenelle 2 de 2010, un décret annoncé pour fin 2012 mais un temps repoussé par le Conseil d’État avant d'être publié en mai 2017 et entrant en vigueur le 11 mai 2017, afin de « favoriser l'efficacité et la sobriété énergétiques », impose aux « collectivités territoriales services de l'Etat, propriétaires et occupants de bâtiments à usage tertiaire privé, professionnels du bâtiment, maîtres d'ouvrage, maîtres d'œuvre, bureaux d'études thermiques, sociétés d'exploitation, gestionnaires immobiliers, fournisseurs d'énergies » une « obligation d'amélioration de la performance énergétique dans les bâtiments à usage tertiaire », sur la base d'une « étude énergétique portant sur tous les postes de consommations du bâtiment », avec un niveau d'économie d'énergie à atteindre avant 2020 et « un ou plusieurs scénarios permettant de diminuer, d'ici 2030 » la consommation d'énergie. Un observatoire doit recueillir les données permettant d'évaluer les résultats et de mettre à jour les données. L'étude énergétique est accompagnée de propositions de travaux d'économie d'énergie et de « recommandations hiérarchisées selon leur temps de retour sur investissement » avec présentation des « interactions potentielles entre ces travaux ». Ce décret permet de mutualiser l'obligation sur l'ensemble d'un patrimoine, et prévoit le cas d'un changement de propriétaire ou de preneur (un dossier dédié sera annexé au contrat de vente ou de bail). Il demande aussi une sensibilisation des occupants au thème des économies d'énergie. La « non-atteinte » des objectifs malgré les actions et travaux entrepris devra pouvoir être justifiée auprès des services de l’État. Un propriétaire d'un ensemble de bâtiments ou de parties de bâtiments concernés peut remplir globalement ses obligations sur l'ensemble de son patrimoine.